# Курлина, Александра Павловна
Курлина Александра Павловна (урождённая Александра Павловна Журавлёва; 1876—1958) — самарская купчиха, незаконнорожденная дочь Потомственного почетного гражданина, купца I гильдии Павла Михайловича Журавлёва, жена Александра Георгиевича Курлина. Мать — Пелагея Владимировна Кривопалова.

## Биография
Александра Павловна Курлина — супруга самарского купца I гильдии, потомственного почетного гражданина Александра Георгиевича Курлина. В семье в 1894 г родилась дочь Лидия, но через год и три месяца она скончалась.
Курлина с мужем были известными в городе благотворителями: попечителями детских приютов, училища для слепых детей, коммерческого училища. После 1918 года, Александра Курлина уехала в Москву, где проживала в обычной коммунальной квартире на улице Мясковского у ресторана «Прага». В Самару Александра Курлина уже никогда не возвращалась.
Александра Павловна умерла в 1950-е годы. Похоронена в Москве на Востряковском кладбище. Перед смертью она отдала своей соседке по коммунальной квартире (дочери последнего губернатора Одессы) личную печать Александра Георгиевича Курлина из горного хрусталя — все, что осталось у неё от былой красивой жизни. В 1990 году этот предмет был передан в дар самарскому музею.